# سفيدان عتيق
سفيدان عتيق هي قرية في مقاطعة تبريز، إيران. عدد سكان هذه القرية هو 251 في سنة 2006.